# Palle
 Denne artikel omhandler betydningen palle som transportredskab. Opslagsordet har også en anden betydning, se Palle (drengenavn).
 Der er for få eller ingen kildehenvisninger i denne artikel, hvilket er et problem. Du kan hjælpe ved at angive troværdige kilder til de påstande, som fremføres i artiklen.

En palle er et hjælperedskab, der bruges til godstransport ved hjælp af gaffeltruck.
De fleste er lavet af træ, men også plastic og metal anvendes, eventuelt en kombination af flere materialer.

## Opbygning
De fleste paller består af følgende lag (nedefra og op): 
- Tre langsgående brædder
- Eventuelt tre tværgående brædder
- Tre gange tre træklodser eller metalbeslag (hvor brædderne krydser hinanden) eller tre tværgående lægter
- en overside af plade eller brædder, eventuelt i to lag

Andre paller er helstøbte i enten plastic eller formpresset spånplade.
Normalt skelnes der mellem engangspaller og europaller (forstavelse e.u.r., euro eller europa alt efter hvem man taler med). Dette skyldes primært at der er pant på europaller, og at de skal opfylde visse europæiske standardkrav, hvorimod en engangspalle ikke skal opfylde andre krav end at gaffeltrucken skal kunne løfte pallen første gang den håndteres.
Der er dog flere andre varianter af paller, der opfylder andre krav eller egner sig til andre håndteringsmetoder; for eksempel skibspaller, hvor lastefladen rager længere ud end de klodser eller lægter som pallen hviler på, så man kan lægge et reb om i hver ende for at hejse godset ud med kran.

## Anvendelse
Paller er som udgangspunkt bygget til opbevaring af varer under godstransport. 
Der er dog de seneste år opstået en trend, hvor paller, især i hipster-segmentet, også bruges til andre formål, såsom sofaer, borde og andre fantasifulde formål. 
Der er også set eksempler på, at paller kan bruges til større bygningsværk. Det så man fx i doku-soapen Dahlgårds Tivoli, hvor 70 europaller i 1999 blev brugt til at bygge en scene til det populære danseband Infernal.